# 唐氏住宅
唐氏住宅，位于安徽省合肥市淝河镇黄巷村唐大楼村民组，俗称唐大楼。宅邸主人曾创立合肥百年老字号“飞凤池”澡堂。2011年公布为第四批合肥市文物保护单位。2017年唐氏住宅修缮项目获批立项。